# Raidillon

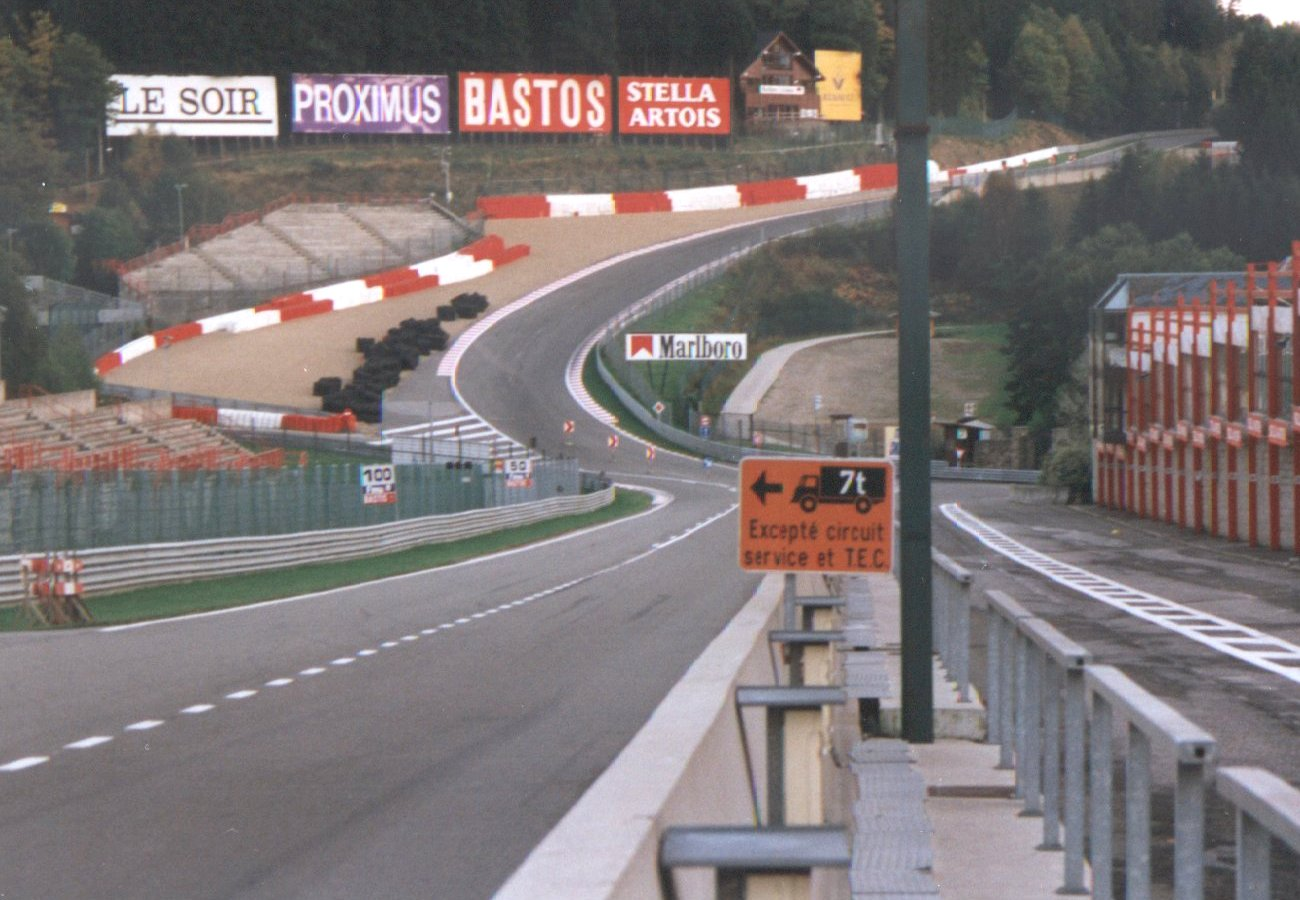
Le Raidillon de l'Eau Rouge en 1997.

Un raidillon est un petit chemin en pente raide. C'est aussi devenu par extension une route. Le terme est également utilisé pour des rampes de chemin de fer.